# Stefan Hecker

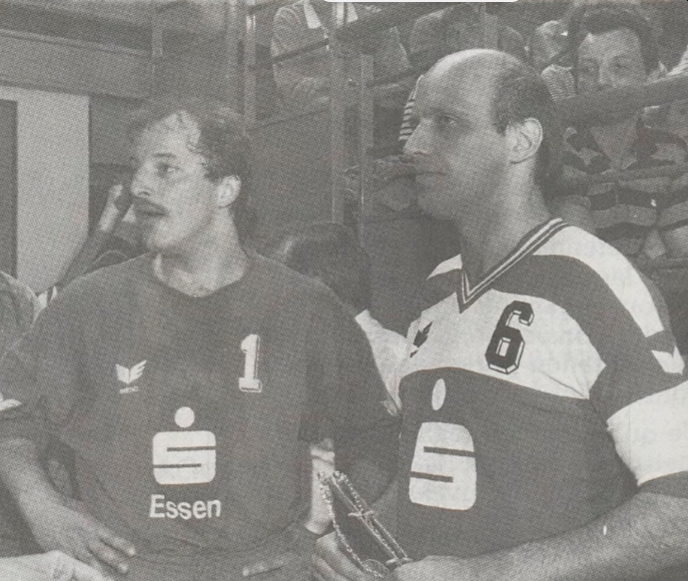
Stefan Hecker (li.) und Piet Krebs (1989)

Stefan Hecker (* 16. April 1959 in Krefeld; † 19. August 2019 in Essen) war ein deutscher Handballtorwart.

## Karriere
Hecker war aktiv beim TV Oppum (bis 1979), TUSEM Essen (1979–2000) und VfL Gummersbach (2000–2004). Er bestritt 561 Spiele für Essen und Gummersbach in der Handball-Bundesliga und wurde erst 2006 durch den Flensburger Jan Holpert als Rekord-Bundesligaspieler abgelöst. Darüber hinaus wirkte er in 159 Länderspielen für die deutsche Nationalmannschaft mit. Sein Länderspieldebüt hatte er am 18. Oktober 1980 gegen die Tschechoslowakei. 1982 und 1986 nahm er an den Weltmeisterschaften teil. Mit dem TUSEM Essen wurde Hecker dreimal Deutscher Meister (1986, 1987 und 1989), dreimal DHB-Pokalsieger (1988, 1991 und 1992). 1989 gewann er mit Essen den Europapokal der Pokalsieger und 1994 den Euro-City-Cup. 
1990 wurde Hecker zum Handballer des Jahres gewählt. Auch sein älterer Bruder Harry war Handballtorwart, Anfang der achtziger Jahre spielten beide gemeinsam bei TUSEM Essen. Mit Andreas Thiel bildete er das deutsche Ausnahmetorhüterduo im internationalen Handball der 1980er Jahre. Beide verfassten auch das Lehrbuch für Handball-Torhüter Halten wie wir.
Bis September 2008 war Hecker Geschäftsführer beim VfL Gummersbach. Am 1. Oktober 2008 wechselte er ins Management des TUSEM Essen und half dabei, den Verein nach dem Abstieg in die 2. Bundesliga wieder auf die Erfolgsspur zu bringen.

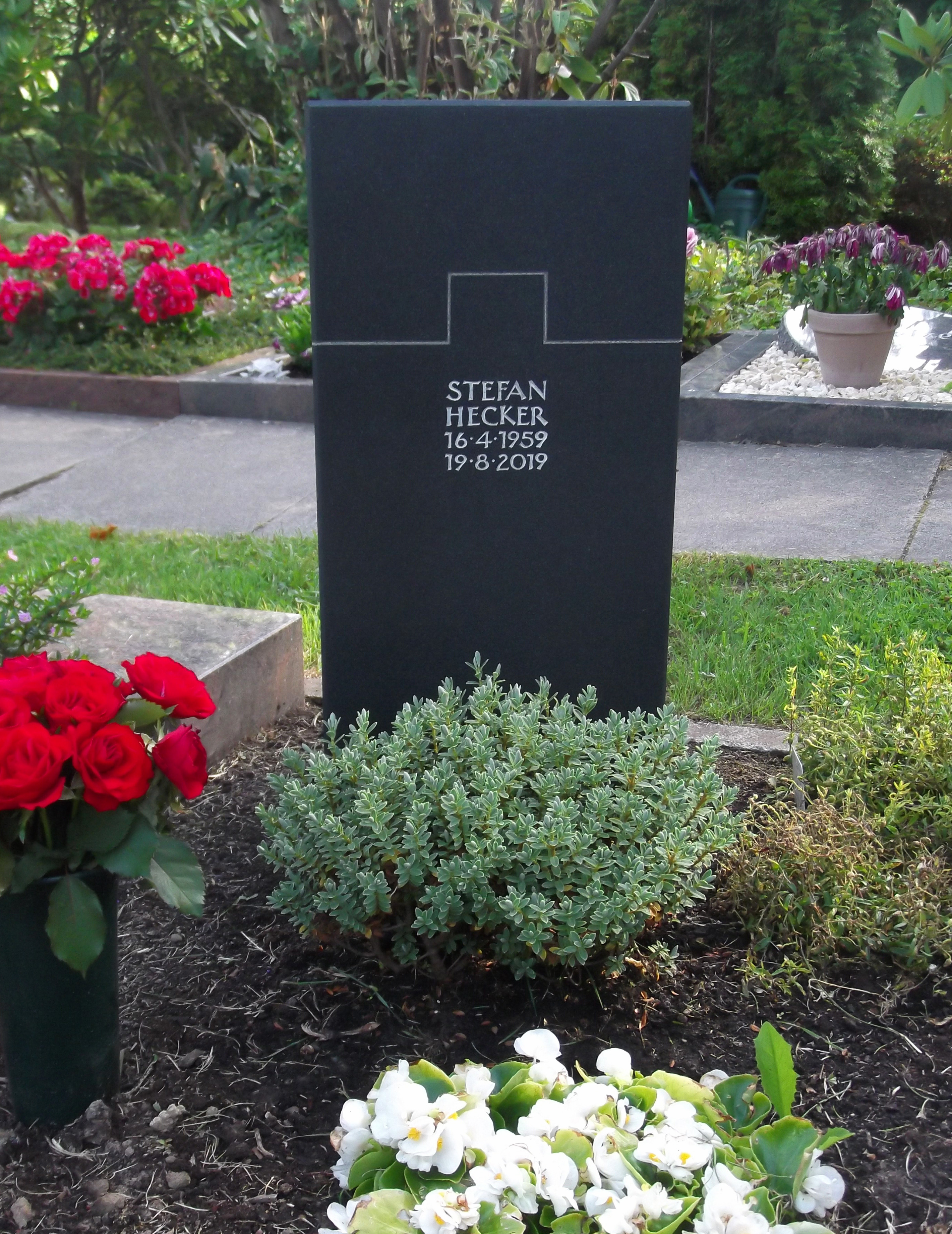
Grab Stefan Heckers auf dem katholischen Friedhof in Essen-Heisingen

## Privates
Stefan Hecker erlag am 19. August 2019 in Essen im Alter von 60 Jahren einer langjährigen Krebserkrankung. Er wurde auf seinen Wunsch im engsten Familienkreis auf dem katholischen Friedhof im Essener Stadtteil Heisingen, seinem letzten Wohnort, beigesetzt.